# Fujiwara no Yoritsune
Fujiwara no Yoritsune (tiếng Nhật: 藤原 頼経, 12 tháng 2 năm 1218 — 1 tháng 9 năm 1256) hay còn gọi là Kujō Yoritsune (九条 頼経), là shogun thứ tư của Mạc phủ Kamakura ở Nhật Bản, nắm quyền từ năm 1226 đến năm 1244. Cha của ông là một kampaku (Quan bạch) Kujō Michiie và bà của ông có quan hệ họ hàng với Tướng quân Minamoto no Yoritomo. Vợ ông là cháu gái của Minamoto no Yoritomo và con gái của Tướng quân đời thứ 2, Minamoto no Yoriie. Ông sinh vào năm Mậu Dần, tháng Dần, khắc Dần nên ấu danh của ông là Mitora (三寅, "Tam Dần"). Yoritsune là một thành viên của họ Fujiwara thuộc dòng thứ xa. Gia tộc Kujō của ông là một trong năm nhánh của nhà Fujiwara hùng mạnh từng nắm quyền cai quản Nhật Bản rất lâu trước khi Mạc phủ xuất hiện. Ông trở thành Sei-i Taishōgun theo một thỏa thuận chính trị giữa cha ông với quan nhiếp chính của Mạc phủ Kamakura là Hōjō Yoshitoki và Hōjō Masako, họ đã lập ông lên với vai trò như là một vị Tướng quân bù nhìn.

## Niên biểu các sự kiện xảy ra trong cuộc đời của shogun Yoritsune
Năm 1225 (năm Karoku thứ 1, tháng 11): Tại Kamakura, một buổi lễ mừng được tổ chức theo truyền thống của Nhật Bản dành cho Yoritsune diễn ra lúc ông 8 tuổi, nhưng quyền kiểm soát mọi công việc của Mạc phủ vẫn hoàn toàn nằm trong tay Hōjō Yasutoki, tức nhiếp chính (shikken).
Năm 1226 (năm Karoku thứ 2, tháng 1): Thiên hoàng Go-Horikawa thăng Yoritsune lên hàm Chánh Ngũ phẩm trong hệ thống quan lại Cửu phẩm (dōjō kuge) của triều đình Kyoto. 
Năm 1230 (năm Kangi thứ 2, tháng 12): Yoritsune kết hôn với con gái của Minamoto no Yoriie. Bà hơn ông 15 tuổi. 
Năm 1231 (năm Kangi thứ 3, tháng 2): Yoritsune được thăng lên hàm Tòng Tứ phẩm theo hệ thống dōjō kuge, đồng thời Yoritsune cũng được gia phong thêm chức vụ Tả đại thần. Tiếp đó vào tháng 4, Yoritsune được thăng lên hàm Chánh Tứ phẩm. 
Năm 1232 ( năm Jōei thứ 1, tháng 2) Yoritsune được thăng lên hàm Tòng Tam phẩm. 
Năm 1233 (năm Tenpuku thứ 1, tháng 1) Yoritsune được triều đình phong chức vụ Trung tham tán (中 納 言)-Chūnagon.
Năm 1234 (năm Bunryaku thứ 1, tháng 12) Yoritsune được thăng lên hàm Chính Tam phẩm. 
Năm 1235 (năm Katei thứ 1, tháng 11) Yoritsune được thăng lên hàm Tòng Nhị phẩm.
Năm 1236 (năm Katei 2, tháng 7) Yoritsune được thăng lên hàm Chánh Nhị phẩm.
Năm 1237 (năm Katei 3, tháng 8) Yoritsune đã cho xây dựng một dinh thự ở khu Rokuhara thuộc vùng Miyako.
Năm 1238 ( năm Ryakunin thứ 1, tháng 1) Yoritsune rời Kamakura để lên đường đến Miyako, đi cùng ông là nhiếp chính Yasutoki, người dẫn đầu một phái đoàn hộ tống hùng hậu. Fujiwara no Yukimitis được phân công ở lại Kamakura để giữ gìn trật tự trị an của Mạc phủ. 
Năm 1238 (năm Ryakunin thứ 1, tháng 2) Yoritsune đến Miyako và bắt đầu sống tại cung điện mới của mình tại Rokuhara, vào tháng 10, Yoritsune rời Miyako để trở về lại Kamakura.
Ngày 14 tháng 7 năm 1242 (năm Ninji thứ 3, ngày 15 tháng 6) Hōjō Yasutoki qua đời ở tuổi 60. Bắt đầu từ năm Gennin thứ 1, tức là trong suốt 19 năm, Yasutoki đã làm nhiếp chính (shikken) cho Mạc phủ Kamakura. Con trai của Yasutoki, Hōjō Tsunetoki kế vị ông làm shikken, nhưng bản thân Yoritsune lại muốn một tay ông thâu tóm hết toàn bộ quyền hành của Mạc phủ. 
Năm 1244 (năm Kangen thứ 2) vào mùa xuân, một số hiện tượng bất thường xuất hiện trên bầu trời của Kamakura đã khiến cho Yoritsune vô cùng lo lắng, đến tháng thứ 4, con trai của Yoritsune là Yoritsugu được tổ chức một buổi lễ mừng khi ông vừa tròn 6 tuổi. Cũng trong tháng đó, Yoritsune dâng biểu cho Thiên hoàng Go-Saga, xin được miễn nhiệm chức vị tướng quân để ủng hộ cho con trai của ông là Kujō Yoritsugu lên kế vị thay mình.
Ngày 11 tháng 9 năm 1245 (năm Kangen thứ 3 vào tháng 7) Yoshitsune xuống tóc và chính thức trở thành một tu sĩ Phật giáo.
Năm 1246 (năm Kangen thứ 4), một cuộc biến loạn xảy ra mang Chính biến nội cung hay còn với tên gọi khách là cuộc đảo chính Kangen được khởi xướng bởi Hōjō Mitsutoki, nhằm tranh đoạt chức vị shikken về tay mình với sự tham gia của cựu Tướng quân Yoritsune. Và kết quả dẫn đến việc Yoritsune bị trục xuất về Kyoto trong cùng năm.
Ngày 1 tháng 9 năm 1256 (năm Kōgen nguyên niên, ngày 11 tháng 8) cựu shogun Kujō Yoritsune, còn được gọi là Fujiwara no Yoritsune qua đời, hưởng thọ 38 tuổi.

## Gia đình
- Cha: Kujō Michiie

- Mẹ: Saionji Rinko

- Chính thất: Minamoto no Yoshiko (1202–1234), con gái của Minamoto no Yoriie

- Thê thiếp: Omiya no Tsubone

- Con cái:

- - Kujō Yoritsugu sinh ra bởi Omiya, nhậm chức Chinh di Đại Tướng quân từ 1244-1252

- - Kujō Michijo sinh ra bởi Omiya

- - Minamoto no Meguhime sinh ra bởi Omiya